# Droga wojewódzka 967
Die Droga wojewódzka 967 (DW 967) ist eine 35 Kilometer lange Droga wojewódzka (Woiwodschaftsstraße) in der polnischen Woiwodschaft Kleinpolen, die Myślenice mit Łapczyca verbindet. Die Strecke liegt im Powiat Myślenicki, im Powiat Wielicki und im Powiat Bocheński.

## Streckenverlauf
Woiwodschaft Kleinpolen, Powiat Myślenicki
-  Myślenice (S 7, DK 7)
- Borzęta
- Brzączowice
-  Dobczyce (DW 964)

Woiwodschaft Kleinpolen, Powiat Wielicki
- Winiary
- Kunice
-  Gdów (DW 966)
- Marszowice
- Nieznanowice
- Pierzchów
- Książnice (Fürstenau)

Woiwodschaft Kleinpolen, Powiat Bocheński
- Gierczyce
-  Łapczyca (DK 75, DK 94)